# Sicydium
Sicydium és un gènere de peixos de la família dels gòbids i de l'ordre dels perciformes.

## Taxonomia
- Sicydium adelum (Bussing, 1996)
- Sicydium altum (Meek, 1907)
- Sicydium antillarum (Ogilvie-Grant, 1884)
- Sicydium brevifile (Ogilvie-Grant, 1884)
- Sicydium buscki (Evermann & Clark, 1906)
- Sicydium cocoensis (Heller & Snodgrass, 1903)
- Sicydium crenilabrum (Harrison, 1993)
- Sicydium fayae (Brock, 1942)
- Sicydium gilberti (Watson, 2000)
- Sicydium gymnogaster (Ogilvie-Grant, 1884)
- Sicydium hildebrandi (Eigenmann, 1918)
- Sicydium multipunctatum (Regan, 1906)
- Sicydium plumieri (Bloch, 1786)
- Sicydium punctatum (Perugia, 1896)
- Sicydium salvini (Ogilvie-Grant, 1884)[2][3][4][5][6][7]